# Neumarkt (Breslau)

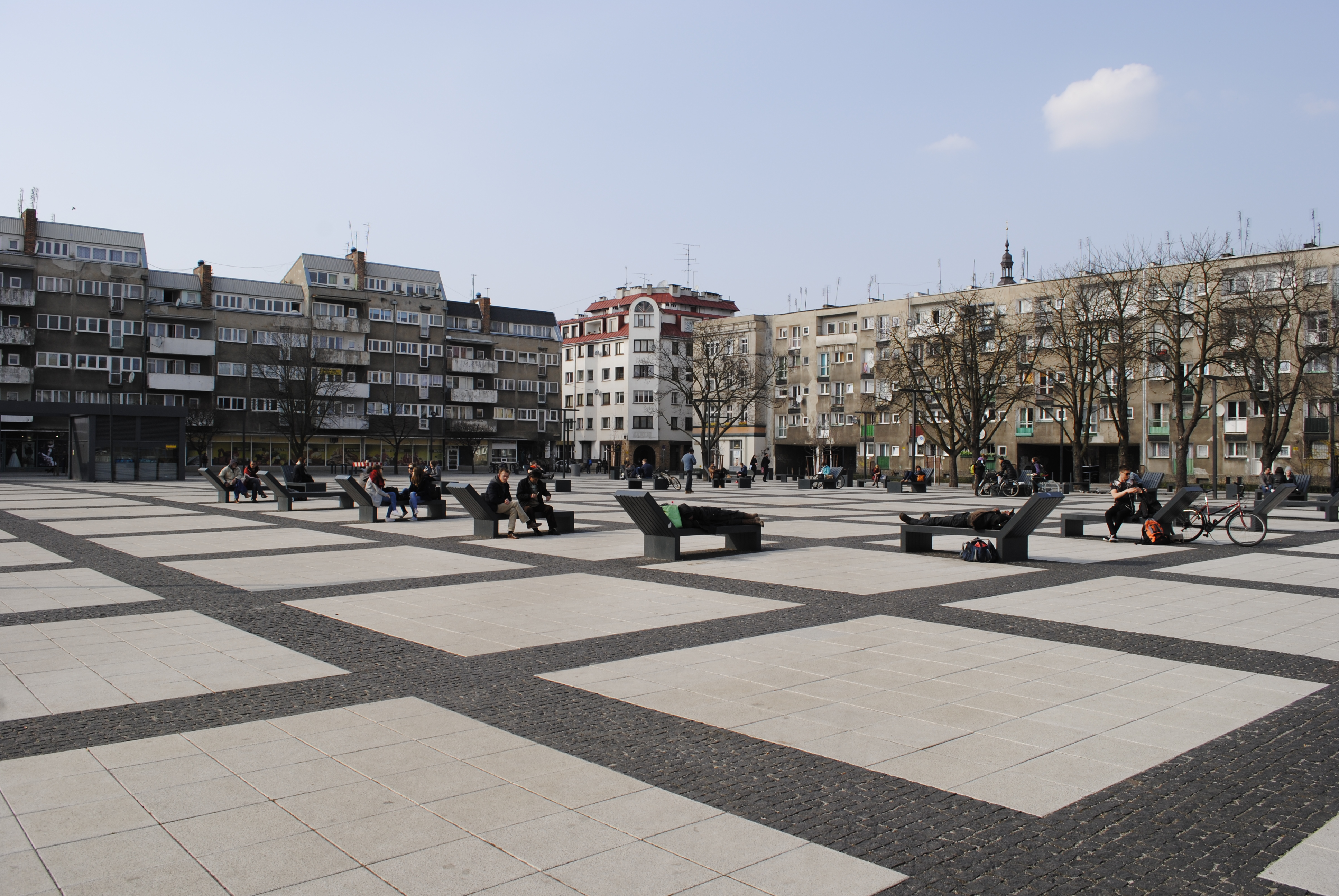
Der Neumarkt in Richtung Nordosten

Der Neumarkt (poln. plac Nowy Targ) ist ein Platz in Breslau. Er ist neben dem Salzring und dem Großen Ring einer der drei historischen Marktplätze in der Altstadt.

## Geschichte

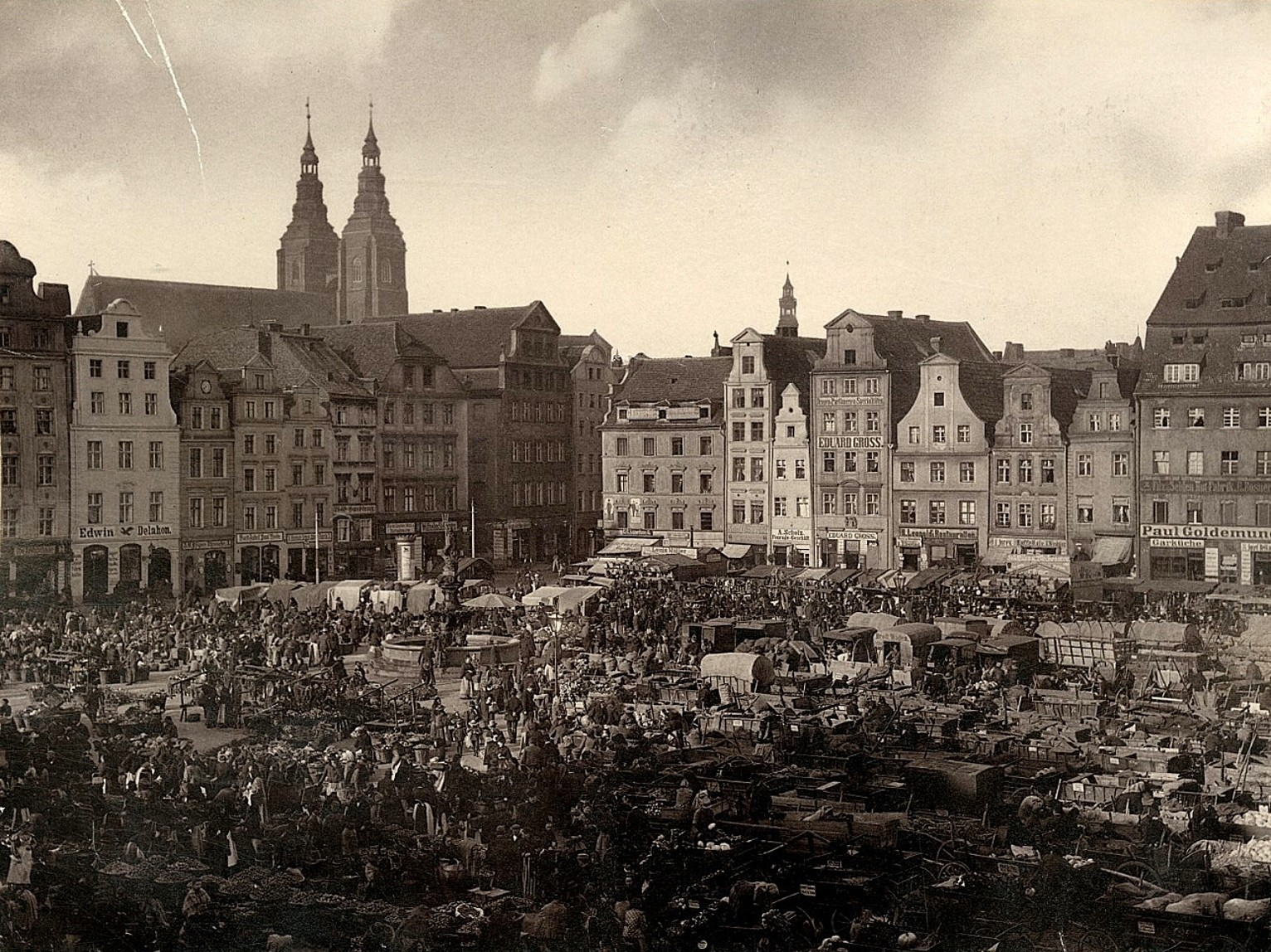
Der Neumarkt 1890

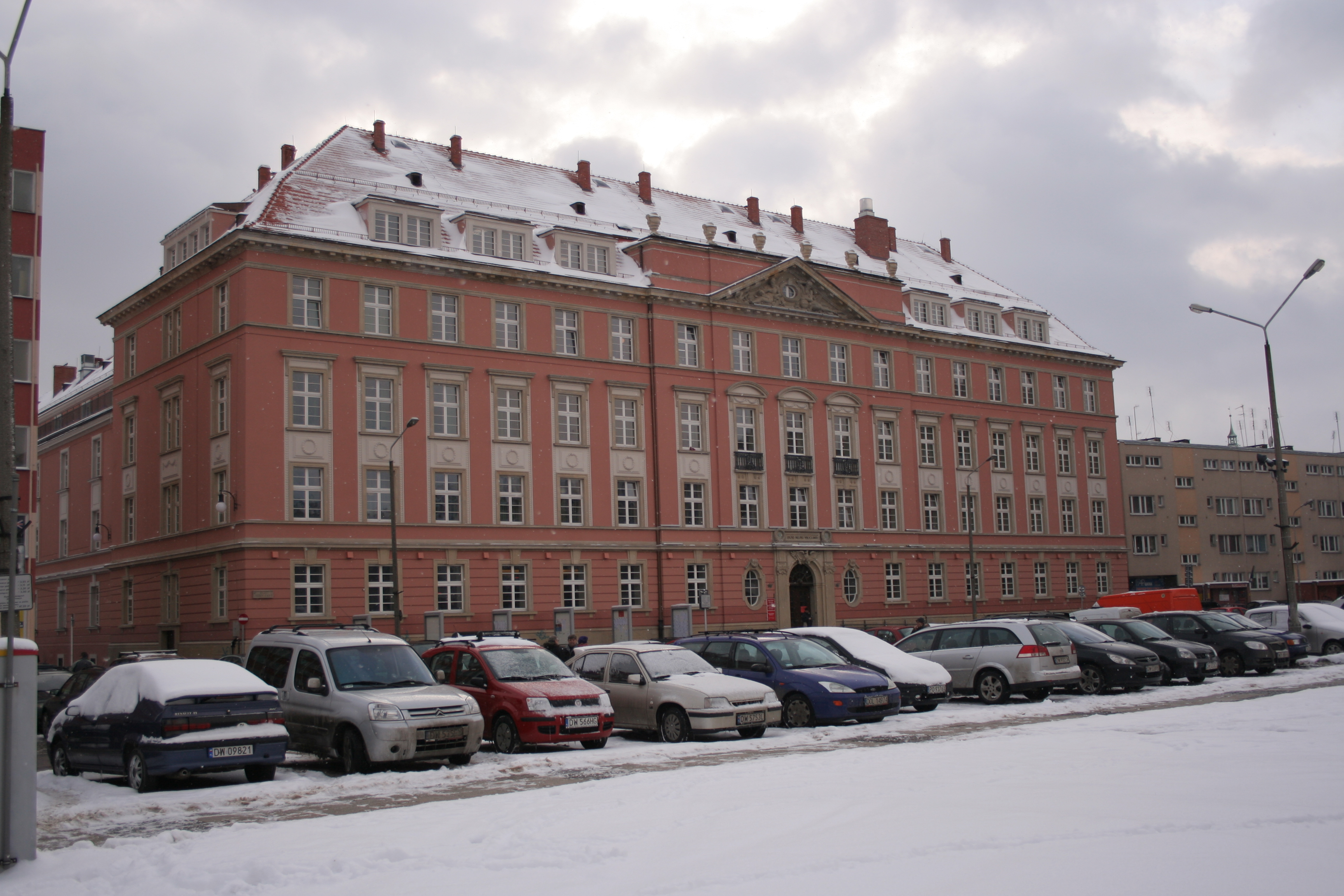
Das klassizistische Gemeindeamt an der Südseite

Der Neumarkt gehört zu den ältesten Plätzen der Stadt. An diesem Standort entstand die erste deutsche Siedlung auf Breslauer Boden, die 1214 das erste Mal erwähnt wurde. Der Platz wurde in der zweiten Hälfte des 13. Jahrhunderts zwischen der damaligen Altstadt und Neustadt angelegt. Im 15. Jahrhundert entstand an der südlichen Seite des Platzes das Bernhardinerkloster. 1732 wurde in der Mitte des Platzes der barocke Neptunbrunnen (auch Gabeljürgen) aufgestellt. Auf dem Platz befand sich bis 1909 der Markt der Stadt.
Im Zweiten Weltkrieg wurde unter dem Platz ein Bunker für den Schutz der Bevölkerung gebaut. Während der Schlacht um Breslau im Jahr 1945 wurden der Platz und die angrenzende Umgebung fast komplett zerstört. Lediglich zwei Gebäude überstanden den Krieg, das klassizistische Gemeindeamt an der Südfront sowie das Eckhaus an der heutigen ulica Jodłowa an der Nordfront. Der Neptunbrunnen wurde ebenfalls zerstört und die Reste vergraben.
In den 1960er Jahren entstanden rund um den Neumarkt neue Wohnhäuser im Stil des Sozialismus. Dabei wurden drei- bis viergeschossige Häuser in Blockrandbebauung gebaut. Die Architekten dieser Häuser waren Ryszard Natusiewicz, Włodzimierz Czerechowski, Anna Tarnawska und Jerzy Tarnawski.
2007 begannen die Planungen für die Neugestaltung des Platzes. Beim Bau der Tiefgarage unter dem Platz stieß man auf die Fundamente und Reste des Neptunsbrunnens. Dabei kam die Idee auf, diesen zu rekonstruieren. 2013 wurde jedoch beschlossen einen neuen Brunnen an der Stelle zu bauen, welcher 2015 fertiggestellt wurde.